# Cervejaria Dogma
Dogma é uma cervejaria premiada localizada em São Paulo,Brasil. Fundada em 2015 pela união de três cervejarias: Bruno Moreno (Serra de Três Pontas), Luciano Silva (Noturna) e Leonardo Satt (Prima Satt).
Em 2016, com apenas alguns meses de existência levou um prêmio do site americano Ratebeer como melhor cervejaria do Brasil.